# 스타로드
스타로드(Star-Lord) 본명 피터 퀼(Peter Quill)은 마블 코믹스에서 출간한 만화책에 등장하는 슈퍼히어로 공상 캐릭터이다. 공동 작가 스티브 잉글하트와 스티브 갠이 창작했으며, 1976년 1월 마블 프리뷰 #4에서 처음으로 등장한다. 인간 어머니와 외계인 아버지 사이에 아들로 태어난, 퀼은 우주 자경단 스타로드의 역할을 맡는다.
스타로드는 크로스오버 작품 어니힐레이션 (2006년), 어니힐레이션: 컨퀘스트 (2007년)에 출연하였고, 동명의 작품으로 재발매하고 우주를 배경으로 한 슈퍼히어로팀이 나오는 가디언즈 오브 갤럭시의 리더가 된다. 크리스 프랫은 2014년에 개봉하는 《가디언즈 오브 갤럭시》와 2017년의 후속작 《가디언즈 오브 갤럭시 VOL. 2》의 실사화 영화에서 피터 퀼을 연기했고, 《어벤져스: 인피니티 워, 어벤져스: 엔드게임에서 재출연 하였다.

## 담당 배우

### 영화
- 가디언즈 오브 더 갤럭시 (2014) - 크리스 프랫
  - 가디언즈 오브 갤럭시 VOL. 2 (2017) - 크리스 프랫
  - 어벤져스: 인피니티 워 (2018) - 크리스 프랫
  - 어벤져스: 엔드게임 (2019) - 크리스 프랫